# Miłosz Wałach
Miłosz Wałach (ur. 23 listopada 2001) – polski piłkarz ręczny, bramkarz, zawodnik Vive Kielce.

## Kariera sportowa
Wychowanek Jedynki Pruchnik, następnie gracz Juvenii Rzeszów, z której przeszedł do Vive Kielce. W 2017 został włączony do kadry pierwszego zespołu Vive jako trzeci bramkarz. W Superlidze zadebiutował 12 września 2017 w wygranym meczu z Zagłębiem Lubin (32:24), w którym w końcówce zmienił Sławomira Szmala. Miał wówczas 15 lat, 9 miesięcy i 19 dni – stał się więc najmłodszym zawodnikiem w historii kieleckiego klubu, który wystąpił w najwyższej klasie rozgrywkowej (pobił w ten sposób rekord należący do Zbigniewa Tłuczyńskiego). W następnych miesiącach, wobec absencji Filipa Ivicia spowodowanej kontuzjami, występował w kolejnych spotkaniach polskiej ligi, a także włączany był do kadry meczowej na pojedynki Ligi Mistrzów (po raz pierwszy 8 października 2017 z SG Flensburg-Handewitt). 13 marca 2018 w spotkaniu 1/8 finału Pucharu Polski z Warmią Olsztyn (41:22) po raz pierwszy rozegrał pełne 60. minut. 24 marca 2018 po raz pierwszy pojawił się na parkiecie w meczu Ligi Mistrzów – wszedł w drugiej połowie spotkania z Rhein-Neckar Löwen (41:17) i w swojej pierwszej interwencji obronił rzut karny wykonywany przez Tima Ganza. Sezon 2017/2018, w którym zdobył z kieleckim zespołem mistrzostwo Polski i Puchar Polski, zakończył z 19 występami na koncie w lidze (bronił w nich ze skutecznością 30,3%) i czterema w krajowym pucharze.
W 2016 zaczął być powoływany na specjalistyczne konsultacje bramkarzy i do reprezentacji Polski juniorów młodszych, w której zadebiutował w październiku 2016 podczas Memoriału Janisa Grinbergsa w Wilnie. W 2018 uczestniczył w mistrzostwach Europy U-18 w Chorwacji (15. miejsce), podczas których rozegrał siedem meczów, broniąc w nich ze skutecznością 26% (42/161).

## Sukcesy
Vive Kielce
- Mistrzostwo Polski: 2017/2018
- Puchar Polski: 2017/2018, 2018/2019

## Statystyki
| Klub                                                                                               | Sezon     | Superliga | Superliga | Puchar Polski | Puchar Polski | Liga Mistrzów | Liga Mistrzów | Razem | Razem |
| Klub                                                                                               | Sezon     | M         | B         | M             | B             | M             | B             | M     | B     |
| -------------------------------------------------------------------------------------------------- | --------- | --------- | --------- | ------------- | ------------- | ------------- | ------------- | ----- | ----- |
| Vive Kielce                                                                                        | 2017/2018 | 19        | 0         | 4             | 0             | 7             | 0             | 30    | 0     |
| Vive Kielce                                                                                        | 2018/2019 | 8         | 0         | 1             | 0             | 0             | 0             | 9     | 0     |
| Stan na 22 kwietnia 2019. Uwaga: Za spotkanie w Lidze Mistrzów uznano wpis do protokołu meczowego. |           |           |           |               |               |               |               |       |       |